# Tödliche familiäre Schlaflosigkeit
Bei der tödlichen familiären Schlaflosigkeit (auch letale familiäre Insomnie, engl. Fatal Familial Insomnia, kurz FFI) handelt es sich um eine erbliche, sehr seltene und im Verlauf von Monaten bis Jahren stets tödlich endende übertragbare spongiforme Enzephalopathie (transmissible spongiform encephalopathy, TSE).

## Geschichte
Die Krankheit wurde 1986 erstmals beschrieben, wobei sie damals nicht als TSE erkannt wurde. 1992 wurde die zur Krankheit führende Mutation im PRNP-Gen beschrieben und 1995 die experimentelle Übertragbarkeit nachgewiesen. Die merkwürdig erscheinende Tatsache, dass eine Erbkrankheit übertragbar ist, ergibt sich aus den Besonderheiten der Prionenkrankheiten.
Durch die „BSE-Krise“ und das Auftreten der Creutzfeldt-Jakob-Krankheit in den 1990er Jahren wurde das Interesse der Öffentlichkeit an den TSE-Erkrankungen und damit auch in gewissem Umfang an FFI geweckt.

## Klinisches Bild
Die Erkrankung ist bei Männern und Frauen gleich häufig. Die ersten Symptome treten im Alter zwischen 37 und 62 Jahren, im Mittel mit 51 Jahren auf.
Erstes Symptom sind Ein- und Durchschlafstörungen und dadurch bedingt Benommenheit und Schläfrigkeit am Tage. Später im Krankheitsverlauf treten oneiroide Zustände auf: Der Erkrankte fällt, sich selbst überlassen, in einen traumartigen Zustand mit Halluzinationen und einem Verhalten, das dem Trauminhalt entspricht. In späteren Erkrankungsstadien kommen Gleichgewichts- und Gangstörungen, Myoklonien (Muskelzuckungen) und Zeichen einer Schädigung der Pyramidenbahn hinzu. Die Betroffenen leiden unter Aufmerksamkeitsstörungen, Gedächtnisstörungen und weiteren kognitiven Symptomen.
Zur Diagnostik werden unter anderem Polysomnographie und EEG eingesetzt. Patienten mit FFI erreichen nur noch über kürzere Zeit Schlafstadium 1 und REM-Schlaf, die tieferen Schlafstadien 2–4 treten nicht mehr auf (Agrypnia excitata).
Es gibt keine Behandlungsmöglichkeit und die Patienten sterben innerhalb von sieben Monaten bis zwei Jahren. Ein Teil der Betroffenen stirbt plötzlich, bevor eine schwere Bewusstseinsstörung eingesetzt hat. Bei anderen schreitet die Erkrankung bis zum apallischen Syndrom fort. Todesursache bei diesen Patienten ist oft eine Lungenentzündung oder eine andere Infektion.

## Genetik
Die tödliche familiäre Schlaflosigkeit ist autosomal-dominant vererblich, wenn also nur ein Elternteil auf einem Allel betroffen ist, erkranken dessen Kinder jeweils mit einer Wahrscheinlichkeit von 50 %. Verantwortlich ist eine zum Aminosäureaustausch führende Mutation am Genort 20p13, welches das Prionprotein kodiert:
Patienten mit FFI haben eine „missense“-Mutation des Prion-Gens an Codon 178 (GAC→AAC). Die gleiche Mutation findet man in Familien mit Creutzfeldt-Jakob-Krankheit. Ob diese Mutation zu FFI oder Creutzfeldt-Jakob-Krankheit führt, hängt von einer geringfügigen Variation (Polymorphismus) des Prion-Gens ab: Kodiert das Prion-Gen an Codon 129 für die Aminosäure Methionin, so kommt es zu FFI. Steht an dieser Stelle der Code für Valin, ist eine Creutzfeldt-Jakob-Erkrankung die Folge.

## Pathologie
Die deutlichsten Veränderungen bei der histologischen Untersuchung des Gehirns findet man in einzelnen Thalamuskernen (Nucleus ventralis anterior und Nucleus medialis dorsalis) sowie im Nucleus olivaris inferior. In diesen Gebieten ist die Zahl der Nervenzellen reduziert. Leichtere Veränderungen finden sich in Hirnrinde, anderen Teilen des Thalamus und im Kleinhirn. Spongiforme, „schwammartige“ Veränderungen des Hirngewebes und Ablagerungen von Prionprotein sind weniger ausgeprägt als z. B. bei der verwandten Creutzfeldt-Jakob-Krankheit.

## Epidemiologie
FFI galt selbst unter den Prionkrankheiten als äußerst selten. In letzter Zeit wurden etwas mehr Fälle diagnostiziert, was vermutlich auf eine Verbesserung der Diagnostik zurückzuführen ist. Auch wenn man von weiteren unentdeckten Fällen ausgeht, bleibt es vermutlich eine sehr seltene Erkrankung. Über den gesamten Globus verteilt gibt es eine zweistellige Anzahl an betroffenen Familien. Auch in Deutschland und Österreich gibt es Fälle.

## Meldepflicht
Transmissible spongiforme Enzephalopathien sind in Österreich gemäß § 1 Absatz 1 Nummer 1 Epidemiegesetz 1950 bei Verdacht, Erkrankung und Tod anzeigepflichtig. Zur Anzeige verpflichtet sind unter anderem Ärzte und Labore (§ 3 Epidemiegesetz 1950).